# Miljenko Stojić
Miljenko Stojić (Dragićina kod Međugorja, 1. lipnja 1960.), suvremeni hrvatski književnik, novinar, teolog i hercegovački franjevac.

## Životopis
Maturirao je na Franjevačkoj klasičnoj gimnaziji u Visokom. Filozofiju i teologiju je slušao, kao član Hercegovačke franjevačke provincije, u Zagrebu, Sarajevu i Jeruzalemu. Za svećenika je zaređen 29. lipnja 1987. godine u Mostaru. Na sveučilištu »Antonianum« u Rimu 1991. godine postigao je licencijat iz teologije, specijalnost kršćanska i franjevačka duhovnost. Kroz ovo vrijeme proputovao je Europu, Bliski istok i Ameriku. Živi i radi u Mostaru, Međugorju i Zagrebu.
Tijekom svoga svećeničkog rada bio je duhovni pomoćnik, odgojitelj bogoslova i sjemeništaraca, radio s mladima. Ratne neprilike učinile su ga i vojnim dušobrižnikom. U Svetištu Kraljice Mira u Međugorju 25. studenoga 1993. godine posvećuje se izgradnji profesionalnog izvješćivanja iz ovoga svetišta. Okuplja prve suradnike i zamisli daje ime Informativni centar »Mir« Međugorje. U svojstvu ravnatelja tijekom godina u okrilju ovoga Centra ustanovljuje i razvija odjele: Izvještajna agencija; Multimedijalni odjel s Internet stranicama na 7 svjetskih jezika i vlastitim poslužiteljem; Ured informacija; Društvo vodiča za hodočasnike u župi Međugorje; Nakladnička djelatnost; Radiopostaja »Mir« Međugorje. Nakon zaokruženja ovoga poduhvata postaje u rujnu 2001. tajnik Hercegovačke franjevačke provincije ostajući i dalje u Informativnom centru »Mir« Međugorje kao predsjednik Upravnog vijeća. U Zagrebu ustanovljuje i razvija zakladu Informativni centar »Mir« Međugorje. Idejni je začetnik i prvi koordinator HIK-a '04. U ožujku 2005. postaje glavnim urednikom izdavačke djelatnosti u Fram-Ziralu. Na zamisli HIK-a '04 zajedno s istomišljenicima 27. travnja 2006. pokreće HIZ BiH te postaje njegovim dopredsjednikom. 
Pisanjem i objavljivanjem napisanoga počeo se baviti već u 7. razredu pučke škole. Nastavio je to sve do svoje 20. godine kada je spalio sve ono što nije bilo objavljeno. Nije više pisao, osim kratko u pojedinim prilikama, sve do 30. godine života. Da ga to više ne bi mučilo, odlučio je ili ozbiljno nastaviti ili konačno prestati. 
Piše pjesme, oglede, djela za djecu, kratke priče, aforizme, književnu kritiku, stručne članke, novinarske članke, uređuje knjige i časopise te prevodi. Pjesmama je zastupljen u različitim antologijama. Uvršten je i u čitanke i lektiru hrvatskog naroda u Bosni i Hercegovini. Prevođen je na strane jezike. 
Član je Društva hrvatskih književnika i Društva hrvatskih književnika Herceg Bosne. Dopredsjednikom Društva hrvatskih književnika Herceg Bosne postaje 4. travnja 2003. godine.
Kao novinar član je Hrvatskog društva katoličkih novinara i Udruge hrvatskih novinara u BiH. Surađuje u različitim javnim glasilima. 
Član je i Matice Hrvatske.
Prvi je hrvatski književnik koji je svoja djela postavio na svoje osobne stranice na Internetu. Službeno su u rad puštene 25. srpnja 2000. godine.
Od 7. listopada 2005. članom je uredništva Osvita, časopisa za za književnost, kulturu i društvovne teme Društva hrvatskih književnika Herceg-Bosne.

## Djela

### Pjesme
- Unatoč svemu (Naša ognjišta, Tomislavgrad, 1994.)
- Pjesma blizini (Ceres, Zagreb, 1995.)
- Kaplja (Ziral, Mostar – Zagreb, 1997.)
- Sirovi blues (Ziral, Mostar – Zagreb, 2001.)
- Golgote glas (DHK HB – Matica Hrvatska, Mostar – Čitluk, 2002.)
- Dobro jutro, kolonijo (DHK HB – Dan, Mostar – Zagreb, 2006.)

### Izabrane pjesme
- Prijatelji (Naklada Jurčić, Zagreb, 2000.)

### Kratke priče
- Ne dirajte bijelog labuda (FRAM-ZIRAL	– NAKLADA K. Krešimir, Mostar – Zagreb, 2005.)

### Ogledi
- Ta vremena (K. Krešimir, Zagreb, 1995.)
- Paljenje svijeće (ICMM, Međugorje, 1998.)
- Raspretavanje vatre (ICMM, Međugorje, 2001.)
- Rijeka (ICMM, Međugorje, 2002.)
- Halo, ovdje Herceg Bosna: (p)ogledi o društvu oko nas (Naklada Bošković – HRsvijet – Gral; Split – München – Zagreb, 2012. )

### Slikovnice
- Čudesni dani (u Miljenko Stojić – Krešimir Šego, Anđeli moji, ICMM, Međugorje, 1999.)
- Moj molitvenik (u Miljenko Stojić – Krešimir Šego, Anđeli moji, ICMM, Međugorje, 1999.)
- Priča o Suzani (u Miljenko Stojić – Krešimir Šego, Anđeli moji, ICMM, Međugorje, 1999.)
- Kraljica mira (u Miljenko Stojić – Krešimir Šego, Anđeli moji, ICMM, Međugorje, 1999.)
- Ivan pod križem (ICMM – Cvitak, Međugorje, 2001.)

### Prijevodi
- Sa svetom Klarom (Vijeće franjevačkih zajednica, Zagreb, 1993.)
- S onu stranu side (Cenacolo, Saluzzo, 1999.)
- Razgovori svetaca na Trgu sv. Petra (Ziral, Mostar – Zagreb, 2001.)

### Multimedija
- Svetište Kraljice mira (ICMM, Međugorje, 2000.)

### Prijevodi djela
- poljski
  - Wybór poezji (Zakonu Pijarów, Kraków, 2001.)
  - Pieśń bliskości (rukopis, 2001.)
  - Kropla (rukopis, 2001.)
  - Te czasy (ICMM	– Zakonu Pijarów, Međugorje – Kraków, 1999.)
  - Rozpalanie świecy (Zakonu Pijarów, Kraków, 2003.)
  - Rzeka (Zakonu Pijarów, Kraków, 2003.)
  - Cudowne dni (Miljenko Stojić – Krešimir Šego, Moi aniołowie, Drobiazg – Danuta Majewska, 1999.)
  - Mój modlitewnik	(Miljenko Stojić – Krešimir Šego, Moi aniołowie, Drobiazg – Danuta Majewska, 1999.)
  - Opowieść o Zuzannie (Miljenko Stojić – Krešimir Šego, Moi aniołowie, Drobiazg – Danuta Majewska, 1999.)
  - Królowa Pokoju (Miljenko Stojić – Krešimir Šego, Moi aniołowie, Drobiazg – Danuta Majewska, 1999.)

- njemački
  - Diese Zeiten (K. Krešimir	– Kulturkontakt, Zagreb – Wien, 1997.)
  - Sonderbaretage (Miljenko Stojić – Krešimir Šego, Meine Engel, ICMM, Međugorje, 2000.)
  - Mein Gebetbuch (Miljenko Stojić – Krešimir Šego, Meine Engel, ICMM, Međugorje, 2000.)
  - Susans Geschichte (Miljenko Stojić – Krešimir Šego, Meine Engel, ICMM, Međugorje, 2000.)
  - Die Königin des Friedens (Miljenko Stojić – Krešimir Šego, Meine Engel, ICMM, Međugorje, 2000.)
  - Johannes unter dem Kreuz (ICMM, Međugorje, 2001.)

- engleski
  - Those times (K. Krešimir, Zagreb, 1998.)
  - Wonderful days (Miljenko Stojić – Krešimir Šego, My angels, ICMM, Međugorje, 2000.; 2005.)
  - My prayer book (Miljenko Stojić – Krešimir Šego, My angels, ICMM, Međugorje, 2000.; 2005.)
  - A story about Suzanne (Miljenko Stojić – Krešimir Šego, My angels, ICMM, Međugorje, 2000.; 2005.)
  - The Queen of the peace (Miljenko Stojić – Krešimir Šego, My angels, ICMM, Međugorje, 2000.; 2005.)
  - John under the cross (ICMM, Međugorje, 2001.)

- talijanski
  - Quei tempi (K. Krešimir, Zagreb, 1997.)
  - Giovanni sotto la croce (ICMM, Međugorje, 2001.)

- francuski
  - Jean sous la croix (ICMM, Međugorje, 2001.)

- španjolski
  - Juan bajo la cruz (ICMM, Međugorje, 2001.)

## Vanjske poveznice
- Miljenko Stojić